# Esteban Chaves
Jhoan Esteban Chaves Rubio (født 17. januar 1990) er en colombiansk professionel landevejsrytter, der kører for EF Education-EasyPost.
Han er født i Bogotá, og har kørt som professionel siden 2012. Han kørte før det på holdet Colombia-Coldeportes som neo-pro, efter han havde kørt tre sæsoner som amatør på holdet Colombia es Pasión-Coldeportes.
Som amatør vandt Chaves det franske løb Tour de l'Avenir i 2011, der tidligere har været vundet af fremtidige vindere af Tour de France.
Det var til stor overraskelse for cykelverdenen, da den unge smilende Chaves under Vuelta a España 2015 for alvor opnåede triumf. Han vandt nemlig to etaper og kørte i den røde førertrøje i seks dage - og sluttede på femtepladsen i løbet. I Giro d'Italia 2016 vandt Chaves 14. etape, og sluttede på en samlet andenplads i løbet, efter Vincenzo Nibali.